# Caprognano
Caprognano è una frazione del comune di Fosdinovo, nella provincia di Massa-Carrara. 

## Geografia fisica
Si trova a sud del capoluogo comunale, a 230 metri sul livello del mare. La frazione è raggiungibile scendendo da Fosdinovo lungo la strada provinciale che porta a Caniparola, che poi svoltare a sinistra poco prima di giungervi e proseguire per la vicina e più alta Gignago.
Il toponimo è prediale, in quanto proprietà di Capronius.

## Storia
La località è citata già nel 1184 nel Codice Pelavicino, ma il suo impianto è per lo più settecentesco.
Per tutta l'esistenza del Marchesato di Fosdinovo (1355-1797), Caprognano ne fece parte in qualità di villaggio minore. 
Il paese ospita una lapide con incisi i nomi di tutti i partigiani fosdinovesi caduti durante la battaglia  che per due giorni li vide fronteggiare e resistere contro le truppe nazifasciste nell'accerchiamento iniziato il 28 novembre 1944.

## Monumenti e luoghi d'interesse
- Oratorio di Santa Lucia (XVIII secolo). Si trova nel centro storico e fu edificato agli inizi del Settecento, sotto il Marchesato di Carlo Francesco Agostino Malaspina, per poi essere ampliato ed abbellito nel 1749, sotto quello di Gabriele III Malaspina, come testimoniano le due epigrafi poste sopra l'ingresso.
- Su uno degli edifici limitrofi, considerato tradizionalmente l'antica canonica, si può ancora vedere un piccolo campanile a vela, forse attribuibile all'oratorio oggi scomparso che Domenico Marchini fece costruire nel 1644, sotto il Marchesato di Giacomo (Jacopo) II Malaspina.

## Società

### Religione
Caprognano appartiene alla Parrocchia di San Remigio di Fosdinovo, nella Diocesi di Massa Carrara-Pontremoli. Da maggio 2014, fa parte dell'Unità Pastorale di Fosdinovo, guidata dal prevosto Don Giovanni Perini, all'interno, dal marzo 2017, del Vicariato di Carrara  (prima si trovava in quello di Aulla) La festa del patrono Santa Lucia si festeggia il 13 dicembre.